# أير ديون
ماريا لويز جونسن (بالدنماركية: Aura) (من مواليد 21 يناير، 1985 في كوبنهاغن، الدنمارك)، المعروفة باسم الشهرة أير ديون، هي مغنية-كاتبة أغاني دنماركية من أصل فاروي، إسباني، فرنسي ودنماركي. في 2008 أصدرت ألبومها الإستديو الأول، كولومباين الذي اعتباراً من 2011 باع 100,000 نسخة في جميع أنحاء العالم. صدر من الألبوم الأغنية المنفردة «آي ويل لوف يو مندي» التي وصلت إلى المركز الأول في ألمانيا، وحصلت على شهادة البلاتينيوم تدل على شحن 300,000 نسخة.

## مجموعة الألبومات
- كولومباين (2008)
- بيفور ذا دينصورز (2011)

## وصلات خارجية
- أير ديون على موقع IMDb (الإنجليزية)
- أير ديون على موقع IMDb (الإنجليزية)
- أير ديون على موقع ميوزك برينز (الإنجليزية)
- أير ديون على موقع أول ميوزيك (الإنجليزية)
- أير ديون على موقع ديسكوغز (الإنجليزية)

- الموقع الرسمي